# Act of Settlement
Act of Settlement je bil leta 1701 v angleškem parlamentu potrjen zakon o prestolonasledstvu, po katerem je Viljemu III. Oranskemu in njegovi svakinji in naslednici Ani Stuart, ki sta bila oba brez otrok, na angleški prestol sledila protestantska hannoverska hiša (po ženini strani v sorodu z Jakobom I.). Na ta način so bili katoliški Stuarti izločeni iz prestolonasledstva. Kot dopolnitev k Bill of Rights  vsebuje Act of Settlement dodatne temeljne ustavne pravice (med drugim tudi neodvistnost sodnika od krone).